# Żupania primorsko-gorska
Żupania primorsko-gorska (chorw. Primorsko-goranska županija) – komitat położony w zachodniej części Chorwacji. Obejmuje region Gorski kotar oraz wybrzeże i wyspy Zatoki Kvarnerskiej. Jego stolicą jest Rijeka. W 2011 roku liczył 296 195 mieszkańców.

## Podział administracyjny
Żupania primorsko-gorska jest podzielona na następujące jednostki administracyjne:

- miasto Rijeka
- miasto Bakar
- miasto Cres
- miasto Crikvenica
- miasto Čabar
- miasto Delnice
- miasto Kastav
- miasto Kraljevica
- miasto Krk
- miasto Mali Lošinj
- miasto Novi Vinodolski
- miasto Opatija
- miasto Rab
- miasto Vrbovsko
- gmina Baška
- gmina Brod Moravice
- gmina Čavle
- gmina Dobrinj
- gmina Fužine
- gmina Jelenje
- gmina Klana
- gmina Kostrena
- gmina Lokve
- gmina Lopar
- gmina Lovran
- gmina Malinska-Dubašnica
- gmina Matulji
- gmina Mošćenička Draga
- gmina Mrkopalj
- gmina Omišalj
- gmina Punat
- gmina Ravna Gora
- gmina Skrad
- gmina Vinodolska
- gmina Viškovo
- gmina Vrbnik